# 에스트리
에스트리(S Tree)는 대한민국의 방송 채널 사용 사업자이자 다큐멘터리 전문 텔레비전 채널이다. 2015년 8월 1일에 폐국되어 그 자리에 JTBC3 폭스 스포츠로 새로 개국하였다.

## 프로그램
- 《감성다큐 미지수》
- 《30분 다큐》
- 《러브 인 아시아》
- 《유희열의 스케치북》
- 《다큐멘터리 3일》(이상 KBS 제작)
- 《세계테마기행》
- 《다큐프라임》
- 《극한 직업》
- 《다큐 인》(이상 EBS 제작)
- 《희망 프로젝트 - 아시아의 소원》
- 《옴니버스 휴먼다큐 처음》(이상 OBS경인TV 제작)
- 《임현식의 장터 사람들》
- 《시선다큐 소나기》
- 《브라보 마이 라이프》
- 《인생 풍경 휴》(이상 MBC 플러스 미디어 제작)
- 《따뜻한 세상 나눔 온》(이데일리TV 제작)
- 《일단 출발》(ABN미디어 제작)
- 《아트스타》(오프 더 펜스 제작)
- 《스토리 트리》(자체 제작)